# فهد الانصاری
فهد الانصاری (عربی: فهد إبراهيم الأنصاري؛ زاده ۲۵ فوریهٔ ۱۹۸۷) یک بازیکن فوتبال اهل کویت است.
وی همچنین در تیم ملی فوتبال کویت بازی کرده‌است.